# C19H22FN3O3
化学式C19H22FN3O3的化合物（摩尔质量：359.40 g/mol）可以指：
- 恩诺沙星，CAS号：93106-60-6
- 格帕沙星，CAS号：119914-60-2

|  | 这个同类索引页列出了具有相同分子式的化学物（即同分異構體）条目。 除非您是有意链接至本页，否则应将相应条目的内部链接指向正确的条目。 |